# Tantallognathus
Tantallognathus — вимерлий рід тетраподоморфних хребетних (тетраподи в широкому розумінні) з Міссісіпської зони Шотландії. Таксон заснований на невеликому фрагменті щелепи, який демонструє схожість з Crassigyrinus, бафетидами та тетраподами кронової групи. Цю скам'янілість було знайдено біля замку Танталлон і назва виду вшановує відомого шотландського колекціонера скам'янілостей Стена Вуда. Tantallognathus є одним із найпродвинутіших тетраподів, знайдених у формації Баллаган, геологічній одиниці, відомій різноманітною фауною стегоцефалів. Як і інші хребетні формації Баллаган, це допомагає прояснити пульс еволюції чотириногих під час розриву Ромера, інтервалу часу, коли скам’янілості чотириногих та їхніх родичів є дуже рідкісними.